# زمین‌لرزه ۱۹۲۵ آمریکا
زمین‌لرزه آمریکا  در تاریخ ۲۹ ژوئن ۱۹۲۵ میلادی، برابر با ‎۸ تیر ۱۳۰۴، ساعت ۱۴:۴۲:۰۰ به زمان یوتی‌سی در آمریکا رخ داد. بزرگی آن ۶٫۲ در مقیاس ریشتر اعلام شده‌است. زمین‌لرزه به وقت محلی در روز دوشنبه، ساعت ۶ روی داده و منطقه زمانی آن یوتی‌سی -۸ بوده‌است (با لحاظ تغییر ساعت تابستانی).
سازمان زمین‌شناسی آمریکا نیز جای این زمین‌لرزه را در مختصات ۳۴°۳۰′شمالی ۱۱۹°۳۶′غربی / ۳۴٫۵°شمالی ۱۱۹٫۶°غربی و بزرگی آنرا برابر با ۶٫۲ در مقیاس ریشتر اعلام کرده‌است.
شمار کشتگان زلزله حدود ۱۳ نفر بوده‌است.